# 2102
سنة 2102 هي سنة عادية.